# Urbanus proteus
Hespérie à longues queues
Espèce
Urbanus proteus, l'Hespérie à longues queues, est une espèce d'insectes lépidoptères de la famille des Hesperiidae qui se rencontre dans le sud de la Californie, en Arizona, au Texas, en Floride et en Amérique du Sud.

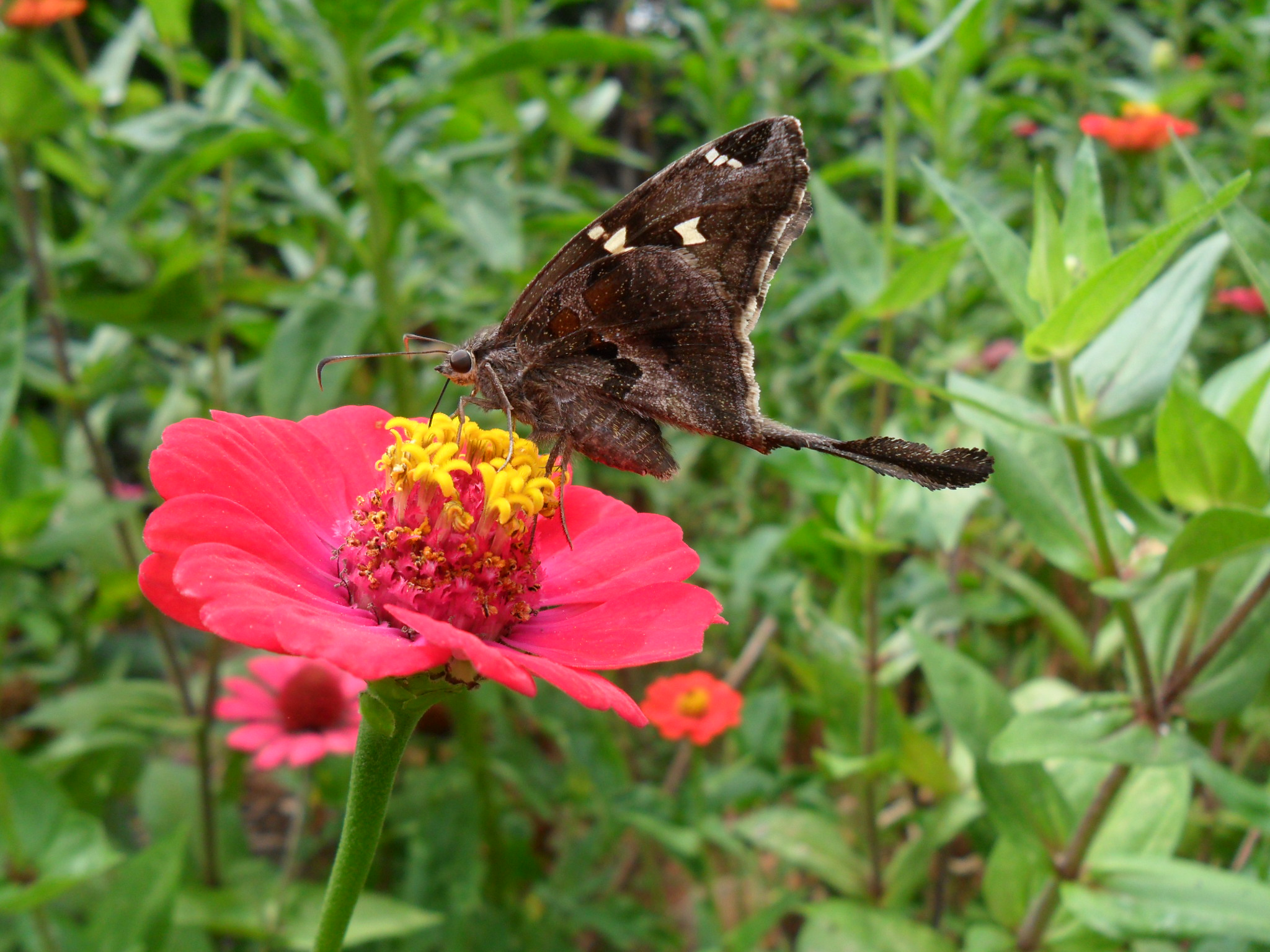
Revers.

## Description
Urbanus proteus présente un corps de couleur bleu clair sur le dos. Ses ailes sont brun clair teinté de bleu. Les ailes postérieures sont prolongées par deux extensions. Sa tête est forte avec des yeux proéminents. L'envergure est comprise entre 45 et 60 mm.

## Nuisible
Le papillon est considéré comme un ravageur pour les haricots et le soja. L'espèce consomme la feuille de soja.